# Jan Filipek (żołnierz)
Jan Filipek (ur. 7 września 1888 w Sibicy, zm. w kwietniu 1940 w Katyniu) – kapitan intendent Wojska Polskiego, ofiara zbrodni katyńskiej.

## Życiorys
Urodził się 7 września 1888 w Sibicy, w rodzinie Jana i Marianny z Gryczów. Absolwent Szkoły Przemysłowej w Brnie. Członek „Sokoła”. We wrześniu 1914 roku wstąpił do Legionów Polskich. Przydzielony do 15 kompanii 3 pułku piechoty. W 12 października 1914 roku awansował do stopnia chorążego. W marcu 1915 roku objął dowództwo plutonu w 2. kompanii 3. pp II Brygady Legionów Polskich. 25 czerwca 1915 roku awansował do stopnia podporucznika. Walczył m.in. pod Rarańczą i Rokitną. Z nieustalonych powodów został skreślony z listy oficerskiej LP i z dniem 6 lipca 1916 roku odkomenderowany do austriackiego pułku kolejowego w Kornenburgu. Służył w nim do 30 grudnia 1916 roku. Następnie wyreklamowany z wojska, pracował na kolei. W listopadzie 1918 roku wstąpił do Wojska Polskiego. Skierowany do 4 pułku piechoty Legionów, w styczniu 1919 roku został oficerem rachunkowym w kompanii gospodarczej w 1 Dywizji Piechoty Legionów, a od 20 maja 1919 roku w 2. Dywizji Piechoty Legionów. Brał udział w akcji plebiscytowej w Cieszynie (26.07.1919 – 31.08.1920).
Po wojnie zweryfikowany jako kapitan administracji intendent (ze starszeństwem z dniem 1 czerwca 1919), pełnił od 1 lutego do 1 grudnia 1921 roku zadania szefa Intendentury DOGen. Pomorze. W 1923 roku jako oficer nadetatowy VIII Okręgowego Zakładu Gospodarczego pełnił funkcję zastępcy kierownika Rejonu Intendentury Toruń. W 1932 roku był zarządcą Składnicy Materiału Intendenckiego Toruń. Z dniem 30 września 1934 roku został przeniesiony w stan spoczynku. Od 1930 roku inspektor Junackich Hufców Pracy.
W kampanii wrześniowej ewakuowany wraz z kierownictwem JHP na wschód. Wzięty do niewoli przez Sowietów, osadzony w Kozielsku i między 11 a 12 kwietnia 1940 roku przekazany do dyspozycji naczelnika smoleńskiego obwodu NKWD – lista wywózkowa 22/2, poz. 80, nr akt 2031 z 9.04.1940. Został zamordowany między 13 a 14 kwietnia 1940 roku przez NKWD w lesie katyńskim. Zidentyfikowany podczas ekshumacji prowadzonej przez Niemców w 1943 roku, zapis w dzienniku ekshumacji pod datą 07.05.1943. Przy szczątkach znaleziono trzy karty pocztowe i listę adresów. Figuruje na liście AM-202-1321 i liście Komisji Technicznej PCK pod numerem 01321. W Archiwum Robla znajduje się niedatowana lista jeńców (z imionami i imionami ojców) znaleziona przy szczątkach Konstantego Zachert-Olszyca, na której znajduje się nazwisko Filipka (pakiet 02567-07). Nazwisko Filipka znajduje się na liście ofiar (pod nr 1321) opublikowanej w Gońcu Krakowskim nr 115 i w Nowym Kurierze Warszawskim nr 124 z 1943 roku. Ostatnie wiadomości od Filipka otrzymała żona w liście z  20.11.1939 roku z obozu kozielskiego.
Mieszkał w Warszawie. Żonaty z Michaliną, miał dwoje dzieci.
5 października 2007 minister obrony narodowej Aleksander Szczygło mianował go pośmiertnie na stopień kapitana. Awans został ogłoszony 9 listopada 2007, w Warszawie, w trakcie uroczystości „Katyń Pamiętamy – Uczcijmy Pamięć Bohaterów”.

## Ordery i odznaczenia
- Krzyż Niepodległości (12 maja 1931)[11][1]
- Krzyż Walecznych (czterokrotnie)[4][12]
- Srebrny Krzyż Zasługi (10 listopada 1928)[13][5]